# Barrio el Saucito
Barrio el Saucito är en ort i Mexiko.   Den ligger i kommunen Axtla de Terrazas och delstaten San Luis Potosí, i den centrala delen av landet, 230 km norr om huvudstaden Mexico City. Barrio el Saucito ligger 91 meter över havet och antalet invånare är 136.
Terrängen runt Barrio el Saucito är kuperad västerut, men österut är den platt. Runt Barrio el Saucito är det ganska tätbefolkat, med 100 invånare per kvadratkilometer. Närmaste större samhälle är Villa Terrazas, 2,1 km söder om Barrio el Saucito. I omgivningarna runt Barrio el Saucito växer huvudsakligen savannskog.